# 二川橋
二川橋（ふたかわはし）は、福島県南会津郡下郷町の阿賀川に架かる国道118号の橋長114.83 m（メートル）のアーチ橋。

## 概要
本橋が架橋されている地点は阿賀川本川が大川ラインと呼ばれる深い渓谷を形成しているため、橋梁形式には優美かつ河床から橋面までの距離約50 mが支障しない形式として2ヒンジアーチ+合成桁とバランスドアーチがの2形式が選定され、工費などを検討した結果前者が採用された。アーチ部が64 m、合成桁部が17 m3連であるので縦桁のバランスをとるため合成桁部では3主桁が採用され、アーチ端支柱には横桁が設置された。架設に際してはケーブルを用いて行われた。
- 形式 - 鋼2径間合成単純桁橋+鋼単径間上路2ヒンジソリッドリブアーチ橋+鋼単径間単純桁橋
- 橋長 - 114.830 m
  - 支間割 - 16.850 m + 16.655 m + 64.250 m + 16.655 m
- 幅員
  - 総幅員 - 6.100 m[注釈 1]
  - 有効幅員 - 5.500 m
  - 車道 - 5.500 m
  - 歩道 - なし
- 総鋼重 - 174.919 t
- 施工 - 宮地鐵工所[注釈 2]
- 架設工法 - 手延べ送出し工法

## 歴史
旧橋は木製吊橋であったが架設後20年以上が経過し、老朽化のため毎年の修繕費がかさんでいたが急速な交通の重大に伴い掛替が要望されることとなり、福島県によって1958年（昭和33年）に着工し1960年（昭和35年）春に完成した。橋梁の総工費は3924万8千円であった。現橋供用開始当時は主要地方道須賀川田島線であったが1993年（平成5年）4月1日に国道118号の経路が変更になり、本橋も一般国道118号となった。
なお、現在本橋をバイパスし下郷大橋で阿賀川を渡る一般国道118号小沼崎バイパスがある。小沼崎バイパスは会津縦貫南道路の第4工区として2002年度（平成14年度）に福島県を事業主体として事業化され、2024年（令和6年）3月3日に開通した。